# Івницький парк
І́вницький парк — парк-пам’ятка садово-паркового мистецтва загальнодержавного значення в Україні. Розташований у селі Івниця Андрушівського району Житомирської області. 
Площа природоохоронної території 14 га. Івницький парк був оголошений парком-пам'яткою загальнодержавного значення відповідно до постанови колегії Держкомітету Ради Міністрів УРСР по охороні природи від 26 липня 1972 року № 22. Зміни відносно площі паркової території відбулись згідно з Постановою Державного комітету Української РСР по екології і раціональному природокористуванню від 30 серпня 1990 року № 18. Також затверджені 15 лютого 2012 року (датований наказ № 71 Міністерства екології та природних ресурсів України про затвердження Положення про парк-пам'ятку садово-паркового мистецтва загальнодержавного значення «Івницький парк»). Перебуває у віданні ДП «Коростишівське ЛГ» (Івницьке лісництво, кв. 82).

## Історія
Ландшафтний парк побудували після 1750-х років на лівому схилі річки Ів'янка, в цей період його володарем був Юзеф Чернецький. В 1814 році садово-парковий ансамбль перейшов у власність барона Яна Йозефа де Шодуара. У маєтку його син Станіслав разом з дружиною Люсі Крейтон створює колекцію картин, старовинних гравюр, монет та велику бібліотеку. Будує родинний склеп для першої дружини Елоїзи Ержеле, матері Максиміліана де Шодуара.

## Опис

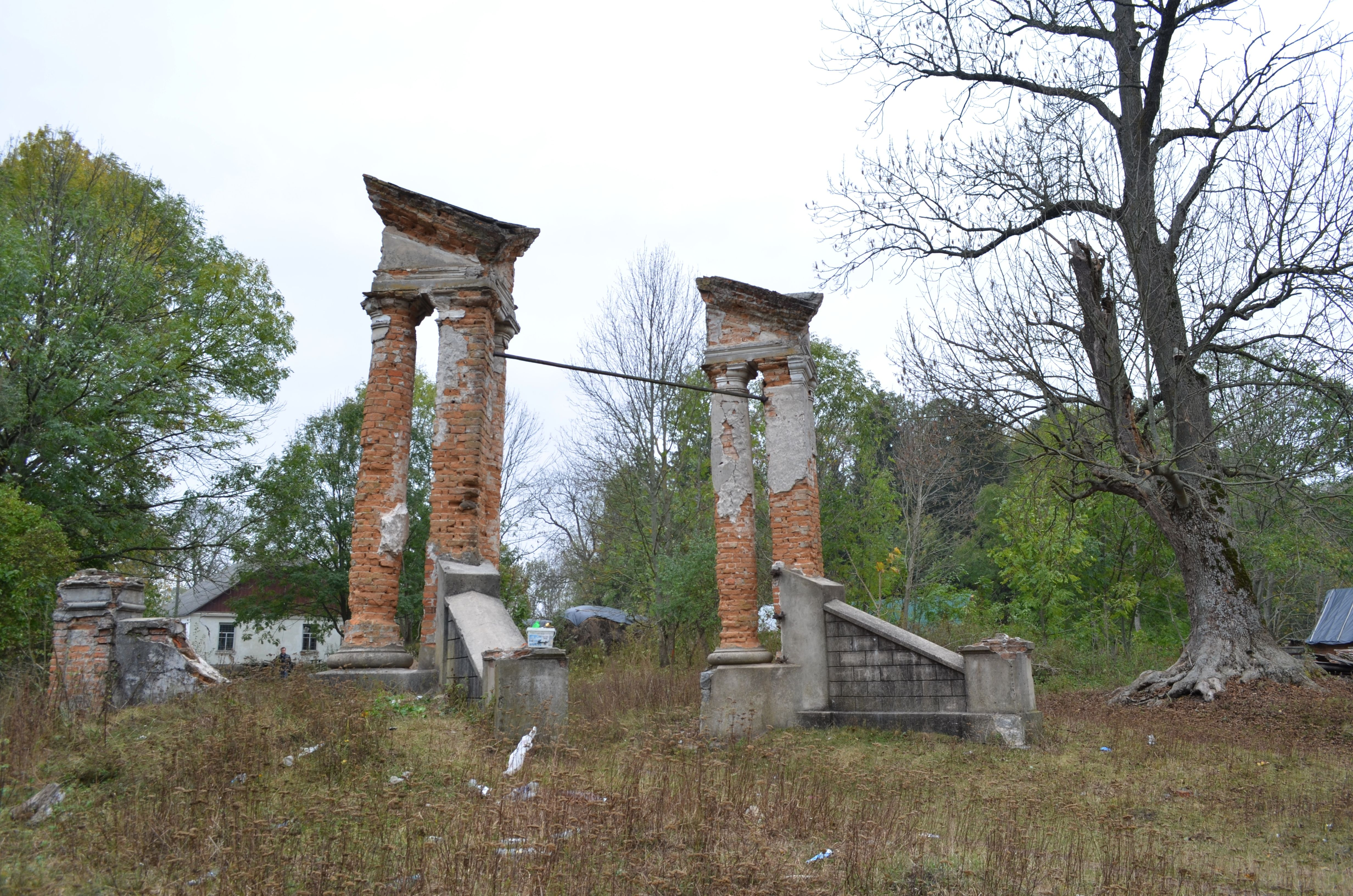
Залишки воріт

При заснуванні площа парку становила 37 гектарів. Станом на початок 21 століття територія парку втричі скорочена. Парк розташований посеред села. З архітектурних споруд на його території залишились центральні ворота та залишки веж, які при побудові були стилізовані під сторожові. Господарський будинок також розміщений на території парку. На території парку є ставки. Струмки поєднують ці водні об'єкти з річкою Ів'янкою. При заснуванні був створений регулярний тип садово-паркового ландшафту. На території парку був палац, який налічував два поверхи. Ця споруда не збереглась. 
У парку зростають дерева ясена звичайного, граба звичайного, вільхи чорної, клена гостролистого, липи серцелистої, гіркокаштана звичайного, ялини європейської, сосни звичайної, сосни Веймутової та в'яз. Ялина звичайна була посаджена на території парку у 1950-х роках. Загальна кількість видів дерев і кущів становить 45 видів. Є близько 800 дерев, які були посаджені більше 2 століть тому.